# Юрієве
Ю́рієве (до 2024 року — Юр'єве) — село в Україні, у Новослобідській сільській громаді Конотопського району Сумської області. Населення становить 584 осіб.

## Географія
Село Юрієве розташоване за 6 км від правого берега річки Сейм, на березі великого іригаційного каналу, за 2,5 км розташоване зняте 2007 року з обліку с. Первомайське. Неподалік від села розташований Юр'ївський гідрологічний заказник.

## Історія
Село Юр'єве вперше згадується в письмових джерелах в 1648 році.
За даними на 1862 рік у казеному та власницькому селі Путивльського повіту Курської губернії мешкало 529 осіб (268 чоловіків та 261 жінка), налічувалось 32 дворових господарства, існувала православна церква.
Село постраждало внаслідок геноциду українського народу, проведеного урядом СССР в 1932—1933 роках (див. також Перелік населених пунктів, що постраждали від Голодомору 1932-1933, Сумська область).
12 червня 2020 року, відповідно до розпорядження Кабінету Міністрів України № 723-р «Про визначення адміністративних центрів та затвердження територій територіальних громад Сумської області», село увійшло до складу Новослобідської сільської громади.
19 липня 2020 року, в результаті адміністративно-територіальної реформи та ліквідації Путивльського району, увійшло до складу новоутвореного Конотопського району.
19 вересня 2024 року Верховна Рада підтримала перейменування села Юр'єве на Юрієве. 26 вересня 2024 року перейменування набуло чинності.

## Відомі люди
- Васильченко Микола Тихонович (1923—1985) — сержант Робітничо-селянської Червоної Армії, учасник Німецько-радянської війни, Герой Радянського Союзу.